# Espada de Órion

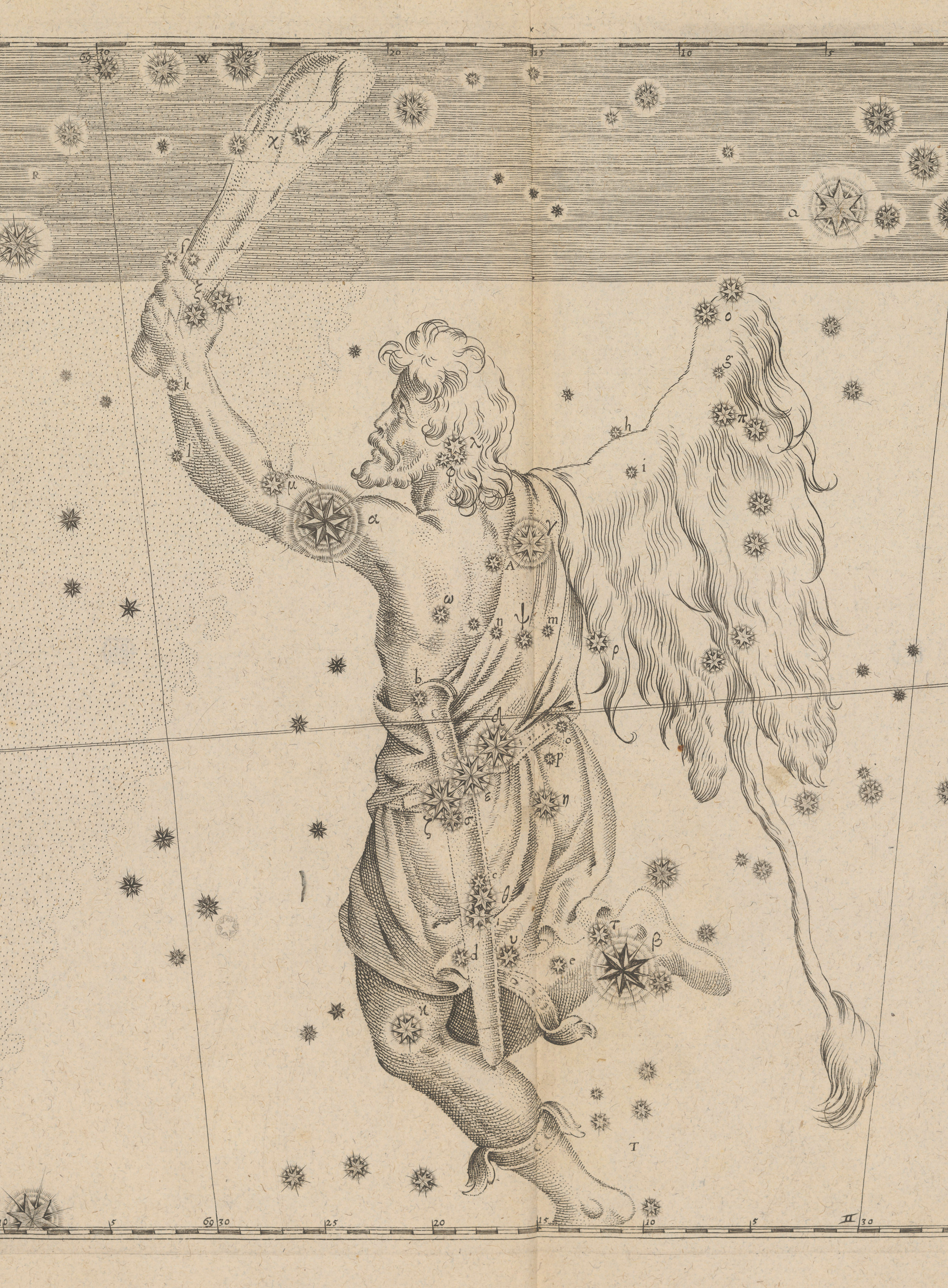
A constelação de Órion como descrita na obra Uranometria de Johann Bayer (1661).

A Espada de Orion é um asterismo astronômico na constelação de Orion. Compreende três estrelas (42 Orionis, Theta Orionis, e Iota Orionis) e M42, a nebulosa de Orion, que juntos acreditam assemelhar-se a uma espada ou a uma bainha.
Em novembro de 2016, os astrônomos observaram uma jovem estrela, localizada na espada de Orion, a cerca de 1.500 anos-luz da Terra lançar uma explosão de plasma e radiação que foi aproximadamente 10 bilhões de vezes mais poderosa que qualquer erupção que já tenha deixado o sol.